# John Rosselli
John Rosselli (Firenze, 8 giugno 1927 – Cambridge, 16 gennaio 2001) è stato uno scrittore e musicologo italiano figlio di Carlo Rosselli e di Marion Cave, entrambi noti attivisti antifascisti.

## Biografia
Nasce a Firenze mentre suo padre Carlo è al confino forzato sull' Isola di Lipari, dalla quale due anni dopo riesce avventurosamente a fuggire per rifugiarsi in Francia.Marion, sua madre, accusata di aver collaborato alla fuga del marito, viene rinchiusa nel carcere di Aosta ma, avendo con sé il piccolo John, le è concesso di risiedere in albergo. Viene però prosciolta dall'accusa e può raggiungere il marito a Parigi dove la coppia risiede per alcuni anni. Qui John cresce in un ambiente di esuli politici e intellettuali e qui, nel 1930, nasce la sorella Amelia (Melina) e, nel 1931, il fratello Andrea (Aghi).
Nel giugno 1937 suo padre Carlo e suo zio Nello Rosselli vengono barbaramente assassinati da alcuni sicari appartenenti alla Cagoule francese. Sebbene non sia più un rifugio sicuro, Marion decide di rimanere in Francia ma, quando nel 1940 l'esercito tedesco ne inizia l'l'invasione, tutta la famiglia Rosselli fugge negli Stati Uniti dove John frequenta lo Swarthmore College in Pennsylvania e nel 1946 consegue la laurea summa cum laude in Scienze umanistiche con la tesi "Lord William Bentinck e il suo governo in Sicilia negli anni 1811-1814". Subito dopo la laurea si sposa con la ex compagna di corso Nicky Eleanor Timbres. Nel 1964 inizia la sua attività di docente presso la nuova Università del Sussex di Brighton dove insegna storia politica e culturale.
Negli anni ottanta infine, aprendo una nuova fase della sua attività culturale, inizia a scrivere una serie di testi musicologici dando così sfogo alla sua passione per la musica classica e per il canto lirico ereditata dai genitori, in particolare dalla madre. Dopo la morte della moglie avvenuta nel 1989, si trasferisce dapprima a Cambridge e successivamente, nel 1995, va a vivere a San Rocco a Pilli in provincia di Siena ma non tarda a stabilirsi definitivamente a Firenze, con la scrittrice Elisa Benaim Sarfatti, vedova come lui. In questo periodo è invitato a far parte del Comitato scientifico del Centro Studi Giacomo Puccini di Lucca.
Muore a Cambridge il 16 gennaio 2001.

## Opere
- Lord William Bentinck: the Making of a Liberal Imperialist, 1774-1839, Sussex University Press,1974

Lord William Bentinck e l’occupazione britannica in Sicilia, 1774-1839, Sellerio, Palermo, 2002.
- The Opera Industry in Italy from Cimarosa to Verdi: the Role of the Impresario, Cambridge University Press,1984.

L’impresario d’opera, EDT, Torino, 1985. ISBN 88-7063-037-4
- Music and Musicians in Nineteenth-Century Italy, Cambridge University Press,1991.

Sull'ali dorate, il mondo musicale italiano dell'Ottocento, Il Mulino, 1992, ISBN 8815032509
- Singers of Italian Opera, the History of a Profession, Cambridge University Press 1992.

Il cantante d’Opera, storia di una professione (1600 - 1990), Il Mulino, Bologna 1993. ISBN 8815041753
- The life of Bellini, Cambridge University Press, 1995.

Bellini, Ricordi, 1996.
- The life of Mozart, Cambridge University Press 1998.

Mozart, Ricordi, 1999.
- The life of Verdi, Cambridge University Press 2000,

Verdi, Ricordi, 2001.